# Grand Prix Austrii 2018

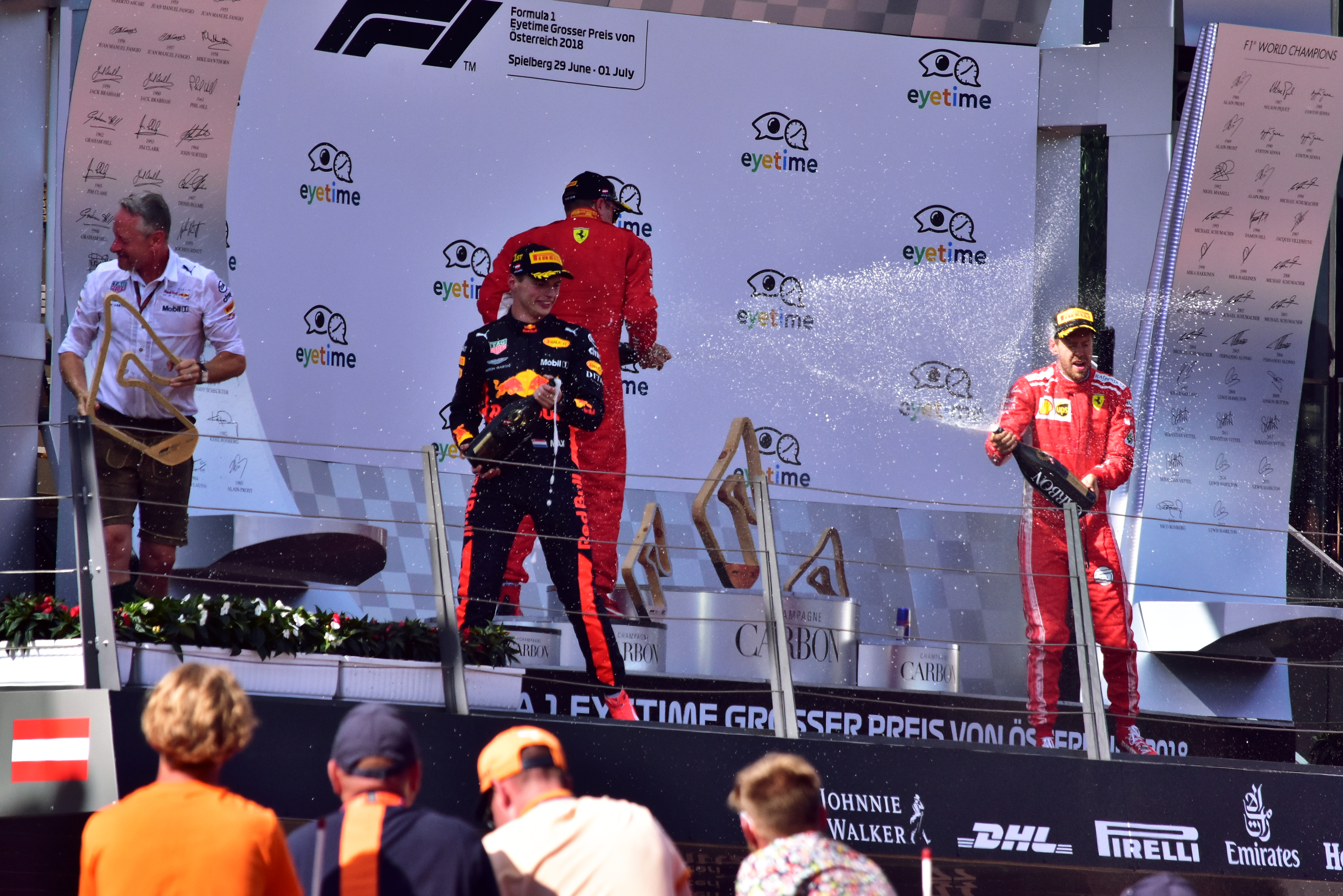
Max Verstappen, Kimi Räikkönen i Sebastian Vettel na podium po wyścigu

Grand Prix Austrii 2018, oficjalnie Formula 1 Eyetime Großer Preis von Österreich 2018 – dziewiąta eliminacja Mistrzostw Świata Formuły 1 w sezonie 2018. Grand Prix odbyło się w dniach 29 czerwca–1 lipca 2018 roku na torze Red Bull Ring w Spielbergu.

## Lista startowa
Źródło: Wyprzedź Mnie!
| Nr | Kierowca          | Zespół                           | Samochód                      | Silnik            | Opony |
| -- | ----------------- | -------------------------------- | ----------------------------- | ----------------- | ----- |
| 2  | Stoffel Vandoorne | McLaren F1 Team                  | McLaren MCL33                 | Renault 1.6T V6   | P     |
| 3  | Daniel Ricciardo  | Aston Martin Red Bull Racing     | Red Bull RB14                 | TAG Heuer 1.6T V6 | P     |
| 5  | Sebastian Vettel  | Scuderia Ferrari                 | Ferrari SF71H                 | Ferrari 1.6T V6   | P     |
| 7  | Kimi Räikkönen    | Scuderia Ferrari                 | Ferrari SF71H                 | Ferrari 1.6T V6   | P     |
| 8  | Romain Grosjean   | Haas F1 Team                     | Haas VF-18                    | Ferrari 1.6T V6   | P     |
| 9  | Marcus Ericsson   | Alfa Romeo Sauber F1 Team        | Sauber C37                    | Ferrari 1.6T V6   | P     |
| 10 | Pierre Gasly      | Red Bull Toro Rosso Honda        | Toro Rosso STR13              | Honda 1.6T V6     | P     |
| 11 | Sergio Pérez      | Sahara Force India F1 Team       | Force India VJM11             | Mercedes 1.6T V6  | P     |
| 14 | Fernando Alonso   | McLaren F1 Team                  | McLaren MCL33                 | Renault 1.6T V6   | P     |
| 16 | Charles Leclerc   | Alfa Romeo Sauber F1 Team        | Sauber C37                    | Ferrari 1.6T V6   | P     |
| 18 | Lance Stroll      | Williams Martini Racing          | Williams FW41                 | Mercedes 1.6T V6  | P     |
| 20 | Kevin Magnussen   | Haas F1 Team                     | Haas VF-18                    | Ferrari 1.6T V6   | P     |
| 27 | Nico Hülkenberg   | Renault Sport Formula One Team   | Renault R.S.18                | Renault 1.6T V6   | P     |
| 28 | Brendon Hartley   | Red Bull Toro Rosso Honda        | Toro Rosso STR13              | Honda 1.6T V6     | P     |
| 31 | Esteban Ocon      | Sahara Force India F1 Team       | Force India VJM11             | Mercedes 1.6T V6  | P     |
| 33 | Max Verstappen    | Aston Martin Red Bull Racing     | Red Bull RB14                 | TAG Heuer 1.6T V6 | P     |
| 35 | Siergiej Sirotkin | Williams Martini Racing          | Williams FW41                 | Mercedes 1.6T V6  | P     |
| 40 | Robert Kubica     | Williams Martini Racing          | Williams FW41                 | Mercedes 1.6T V6  | P     |
| 44 | Lewis Hamilton    | Mercedes AMG Petronas Motorsport | Mercedes AMG F1 W09 EQ Power+ | Mercedes 1.6T V6  | P     |
| 55 | Carlos Sainz Jr.  | Renault Sport Formula One Team   | Renault R.S.18                | Renault 1.6T V6   | P     |
| 77 | Valtteri Bottas   | Mercedes AMG Petronas Motorsport | Mercedes AMG F1 W09 EQ Power+ | Mercedes 1.6T V6  | P     |
| Nr | Kierowca          | Zespół                           | Samochód                      | Silnik            | Opony |

## Wyniki

### Sesje treningowe
Źródło: Wyprzedź Mnie!
| Sesja | Nr | Kierowca         | Konstruktor | Czas     | Okr. |
| ----- | -- | ---------------- | ----------- | -------- | ---- |
| 1     | 44 | Lewis Hamilton   | Mercedes    | 1:04,839 | 39   |
| 2     | 44 | Lewis Hamilton   | Mercedes    | 1:04,579 | 37   |
| 3     | 5  | Sebastian Vettel | Ferrari     | 1:04,070 | 22   |

### Kwalifikacje
Źródło: Wyprzedź Mnie!
| Poz. | Nr | Kierowca          | Konstruktor | Q1       | Q2       | Q3       | Poz. s. |
| --- | --- | ----------------- | ----------- | -------- | -------- | -------- | ------- |
| 1 | 77 | Valtteri Bottas   | Mercedes    | 1:04,175 | 1:03,756 | 1:03,130 | 1       |
| 2 | 44 | Lewis Hamilton    | Mercedes    | 1:04,080 | 1:03,577 | 1:03,149 | 2       |
| 3 | 5 | Sebastian Vettel  | Ferrari     | 1:04,347 | 1:03,544 | 1:03,464 | 6       |
| 4 | 7 | Kimi Räikkönen    | Ferrari     | 1:04,234 | 1:03,975 | 1:03,660 | 3       |
| 5 | 33 | Max Verstappen    | Red Bull    | 1:04,273 | 1:04,001 | 1:03,840 | 4       |
| 6 | 8 | Romain Grosjean   | Haas        | 1:04,242 | 1:04,059 | 1:03,892 | 5       |
| 7 | 3 | Daniel Ricciardo  | Red Bull    | 1:04,723 | 1:04,403 | 1:03,996 | 7       |
| 8 | 20 | Kevin Magnussen   | Haas        | 1:04,460 | 1:04,291 | 1:04,051 | 8       |
| 9 | 55 | Carlos Sainz Jr.  | Renault     | 1:04,948 | 1:04,561 | 1:04,725 | 9       |
| 10 | 27 | Nico Hülkenberg   | Renault     | 1:04,864 | 1:04,676 | 1:05,019 | 10      |
| 11 | 31 | Esteban Ocon      | Force India | 1:05,148 | 1:04,845 |          | 11      |
| 12 | 10 | Pierre Gasly      | Toro Rosso  | 1:05,011 | 1:04,874 |          | 12      |
| 13 | 16 | Charles Leclerc   | Sauber      | 1:04,967 | 1:04,979 |          | 17      |
| 14 | 14 | Fernando Alonso   | McLaren     | 1:04,965 | 1:05,058 |          | PIT     |
| 15 | 18 | Lance Stroll      | Williams    | 1:05,264 | 1:05,286 |          | 13      |
| 16 | 2 | Stoffel Vandoorne | McLaren     | 1:05,271 |          |          | 14      |
| 17 | 11 | Sergio Pérez      | Force India | 1:05,279 |          |          | 15      |
| 18 | 35 | Siergiej Sirotkin | Williams    | 1:05,322 |          |          | 16      |
| 19 | 28 | Brendon Hartley   | Toro Rosso  | 1:05,366 |          |          | 19      |
| 20 | 9 | Marcus Ericsson   | Sauber      | 1:05,479 |          |          | 18      |
| Poz. | Nr | Kierowca          | Konstruktor | Q1       | Q2       | Q3       | Poz. s. |
| \| Legenda \| Legenda \| \| ------------------------ \| ---------------------------------------------------------------------------------------------------------------------------------------------------------------------------------------------------------------------------------------------------------------- \| \| Poz. Nr Q1 Q2 Q3 Poz. s. \| Pozycja zajęta w sesji kwalifikacyjnej Numer startowy kierowcy Wynik uzyskany w pierwszej części kwalifikacji Wynik uzyskany w drugiej części kwalifikacji Wynik uzyskany w trzeciej części kwalifikacji Pozycja startowa po uwzględnięniu kar, przesunięć, itp. \| | |                   |             |          |          |          |         |
| Legenda | |                   |             |          |          |          |         |
| Poz. Nr Q1 Q2 Q3 Poz. s. | Pozycja zajęta w sesji kwalifikacyjnej Numer startowy kierowcy Wynik uzyskany w pierwszej części kwalifikacji Wynik uzyskany w drugiej części kwalifikacji Wynik uzyskany w trzeciej części kwalifikacji Pozycja startowa po uwzględnięniu kar, przesunięć, itp. |                   |             |          |          |          |         |

1. ↑  Sebastian Vettel został ukarany cofnięciem o trzy pozycje za przeszkadzanie w jeździe Sainzowi w Q2.
2. ↑  Charles Leclerc został ukarany cofnięciem o pięć pozycji na starcie za nieplanowaną zmianę skrzyni biegów.
3. ↑  Fernando Alonso musiał wystartować z pit lane za zmianę specyfikacji przedniego skrzydła oraz ERS.
4. ↑  Brendon Hartley został ukarany cofnięciem o 35 pozycji na starcie za przekroczenie limitów zmian części jednostki napędowej.

### Wyścig
Źródło: Wyprzedź Mnie!
| P                 | + / – | Nr | Kierowca          | Konstruktor | Okr. | Czas / Strata | Komentarz          |
| ----------------- | ----- | -- | ----------------- | ----------- | ---- | ------------- | ------------------ |
| 1                 | 3     | 33 | Max Verstappen    | Red Bull    | 71   | 1h21m56,024   |                    |
| 2                 | 1     | 7  | Kimi Räikkönen    | Ferrari     | 71   | +0:01,504     |                    |
| 3                 | 3     | 5  | Sebastian Vettel  | Ferrari     | 71   | +0:03,171     |                    |
| 4                 | 1     | 8  | Romain Grosjean   | Haas        | 70   | +1 okr.       |                    |
| 5                 | 3     | 20 | Kevin Magnussen   | Haas        | 70   | +1 okr.       |                    |
| 6                 | 5     | 31 | Esteban Ocon      | Force India | 70   | +1 okr.       |                    |
| 7                 | 8     | 11 | Sergio Pérez      | Force India | 70   | +1 okr.       |                    |
| 8                 | 12    | 14 | Fernando Alonso   | McLaren     | 70   | +1 okr.       |                    |
| 9                 | 8     | 16 | Charles Leclerc   | Sauber      | 70   | +1 okr.       |                    |
| 10                | 8     | 9  | Marcus Ericsson   | Sauber      | 70   | +1 okr.       |                    |
| 11                | 1     | 10 | Pierre Gasly      | Toro Rosso  | 70   | +1 okr.       |                    |
| 12                | 3     | 55 | Carlos Sainz Jr.  | Renault     | 70   | +1 okr.       |                    |
| 13                | 3     | 35 | Siergiej Sirotkin | Williams    | 69   | +2 okr.       |                    |
| 14                | 1     | 18 | Lance Stroll      | Williams    | 69   | +2 okr.       | [ a ]              |
| 15                | 1     | 2  | Stoffel Vandoorne | McLaren     | 65   | +5 okr.       | kolizja            |
| Niesklasyfikowani |       |    |                   |             |      |               |                    |
|                   |       | 44 | Lewis Hamilton    | Mercedes    | 62   | +9 okr.       | ciśnienie paliwa   |
|                   |       | 28 | Brendon Hartley   | Toro Rosso  | 54   | +17 okr.      | hydraulika         |
|                   |       | 3  | Daniel Ricciardo  | Red Bull    | 53   | +18 okr.      | wydech             |
|                   |       | 77 | Valtteri Bottas   | Mercedes    | 13   | +58 okr.      | hydraulika         |
|                   |       | 27 | Nico Hülkenberg   | Renault     | 11   | +60 okr.      | jednostka napędowa |
| P                 | + / – | Nr | Kierowca          | Konstruktor | Okr. | Czas / Strata | Komentarz          |

1. ↑  Lance Stroll został ukarany 10-sekundową karą czasową za ignorowanie niebieskich flag.

### Najszybsze okrążenie
Źródło: Wyprzedź Mnie!
| Nr | Kierowca       | Konstruktor | Czas     | Okr. |
| -- | -------------- | ----------- | -------- | ---- |
| 7  | Kimi Räikkönen | Ferrari     | 1:06,957 | 71   |

### Prowadzenie w wyścigu
| Nr                              | Kierowca       | Konstruktor | Okrążenia | Suma |
| ------------------------------- | -------------- | ----------- | --------- | ---- |
| 44                              | Lewis Hamilton | Mercedes    | 1-25      | 25   |
| 33                              | Max Verstappen | Red Bull    | 26-71     | 46   |
| \| Wykres \| \| ------ \| \| \| |                |             |           |      |
| Źródło: racing-reference.info   |                |             |           |      |
| Wykres                          |                |             |           |      |
|                                 |                |             |           |      |

## Klasyfikacja po wyścigu

### Kierowcy
| P  | +/− | Kierowca          | Starty | Punkty | P1 | P2 | P3 | PP | NO | NS |
| -- | --- | ----------------- | ------ | ------ | -- | -- | -- | -- | -- | -- |
| 1  | +1  | Sebastian Vettel  | 9      | 146    | 3  | 1  | 1  | 4  | –  | –  |
| 2  | −1  | Lewis Hamilton    | 9      | 145    | 3  | 1  | 2  | 3  | –  | 1  |
| 3  | +2  | Kimi Räikkönen    | 9      | 101    | –  | 2  | 3  | –  | 1  | 2  |
| 4  | −1  | Daniel Ricciardo  | 9      | 96     | 2  | –  | –  | 1  | 3  | 3  |
| 5  | +1  | Max Verstappen    | 9      | 93     | 1  | 1  | 2  | –  | 2  | 2  |
| 6  | −2  | Valtteri Bottas   | 9      | 92     | –  | 4  | –  | 1  | 3  | 1  |
| 7  | +3  | Kevin Magnussen   | 9      | 37     | –  | –  | –  | –  | –  | 1  |
| 8  | 0   | Fernando Alonso   | 9      | 36     | –  | –  | –  | –  | –  | 2  |
| 9  | −2  | Nico Hülkenberg   | 9      | 34     | –  | –  | –  | –  | –  | 3  |
| 10 | −1  | Carlos Sainz Jr.  | 9      | 28     | –  | –  | –  | –  | –  | –  |
| 11 | +1  | Sergio Pérez      | 9      | 23     | –  | –  | 1  | –  | –  | 1  |
| 12 | +1  | Esteban Ocon      | 9      | 19     | –  | –  | –  | –  | –  | 3  |
| 13 | −2  | Pierre Gasly      | 9      | 18     | –  | –  | –  | –  | –  | 3  |
| 14 | 0   | Charles Leclerc   | 9      | 13     | –  | –  | –  | –  | –  | –  |
| 15 | +4  | Romain Grosjean   | 9      | 12     | –  | –  | –  | –  | –  | 3  |
| 16 | −1  | Stoffel Vandoorne | 9      | 8      | –  | –  | –  | –  | –  | 1  |
| 17 | −1  | Lance Stroll      | 9      | 4      | –  | –  | –  | –  | –  | 1  |
| 18 | −1  | Marcus Ericsson   | 9      | 3      | –  | –  | –  | –  | –  | 1  |
| 19 | −1  | Brendon Hartley   | 9      | 1      | –  | –  | –  | –  | –  | 2  |
| 20 | 0   | Siergiej Sirotkin | 9      | 0      | –  | –  | –  | –  | –  | 2  |
| P  | +/− | Kierowca          | Starty | Punkty | P1 | P2 | P3 | PP | NO | NS |

### Konstruktorzy
| P  | +/− | Konstruktor               | Starty | Punkty | P1 | P2 | P3 | PP | NO | NS |
| -- | --- | ------------------------- | ------ | ------ | -- | -- | -- | -- | -- | -- |
| 1  | +1  | Ferrari                   | 18     | 247    | 3  | 3  | 4  | 4  | 1  | 2  |
| 2  | −1  | Mercedes                  | 18     | 237    | 3  | 5  | 2  | 4  | 3  | 2  |
| 3  | 0   | Red Bull Racing-TAG Heuer | 18     | 189    | 3  | 1  | 2  | 1  | 5  | 5  |
| 4  | 0   | Renault                   | 18     | 62     | –  | –  | –  | –  | –  | 3  |
| 5  | +2  | Haas-Ferrari              | 18     | 49     | –  | –  | –  | –  | –  | 4  |
| 6  | −1  | McLaren-Renault           | 18     | 44     | –  | –  | –  | –  | –  | 3  |
| 7  | −1  | Force India-Mercedes      | 18     | 42     | –  | –  | 1  | –  | –  | 4  |
| 8  | 0   | Scuderia Toro Rosso-Honda | 18     | 19     | –  | –  | –  | –  | –  | 5  |
| 9  | 0   | Sauber-Ferrari            | 18     | 16     | –  | –  | –  | –  | –  | 1  |
| 10 | 0   | Williams-Mercedes         | 18     | 4      | –  | –  | –  | –  | –  | 3  |
| P  | +/− | Konstruktor               | Starty | Punkty | P1 | P2 | P3 | PP | NO | NS |